# Nastro d'argento al miglior documentario
Il Nastro d'argento al miglior documentario è un riconoscimento cinematografico italiano assegnato dal Sindacato nazionale giornalisti cinematografici italiani.

## Albo d'oro
- 2004: Gianni Minà - In viaggio con Che Guevara
  - Nastro speciale: Antonello Sarno - Ciao Alberto - L'altra storia di un italiano
  - Menzione speciale: César Meneghetti ed Elisabetta Pandimiglio - Sogni di cuoio e Giuseppe Bertolucci - Il cinema ritrovato - Istruzioni per l'uso
- 2008: Esmeralda Calabria, Andrea D'Ambrosio e Peppe Ruggiero - Biùtiful cauntri
- 2009: Gustav Hofer e Luca Ragazzi - Improvvisamente l'inverno scorso
- 2010: Pietro Marcello - La bocca del lupo
  - Sabina Guzzanti - Draquila - L'Italia che trema
  - Claudio Giovannesi - Fratelli d'Italia
  - Gruppo Zero - Sangue e cemento
  - Edoardo Winspeare - Sotto il Celio azzurro
- 2011: Gabriele Salvatores - 1960
- 2012: Stefano Savona - Tahrir
- 2013: Costanza Quatriglio - Terramatta
- 2014: Silvio Soldini e Giorgio Garini - Per altri occhi
- 2015: Costanza Quatriglio - Triangle
- 2016: Pietro Marcello - Bella e perduta
- 2017: Carmine Amoroso - Porno e libertà